# Ferrari 290MM

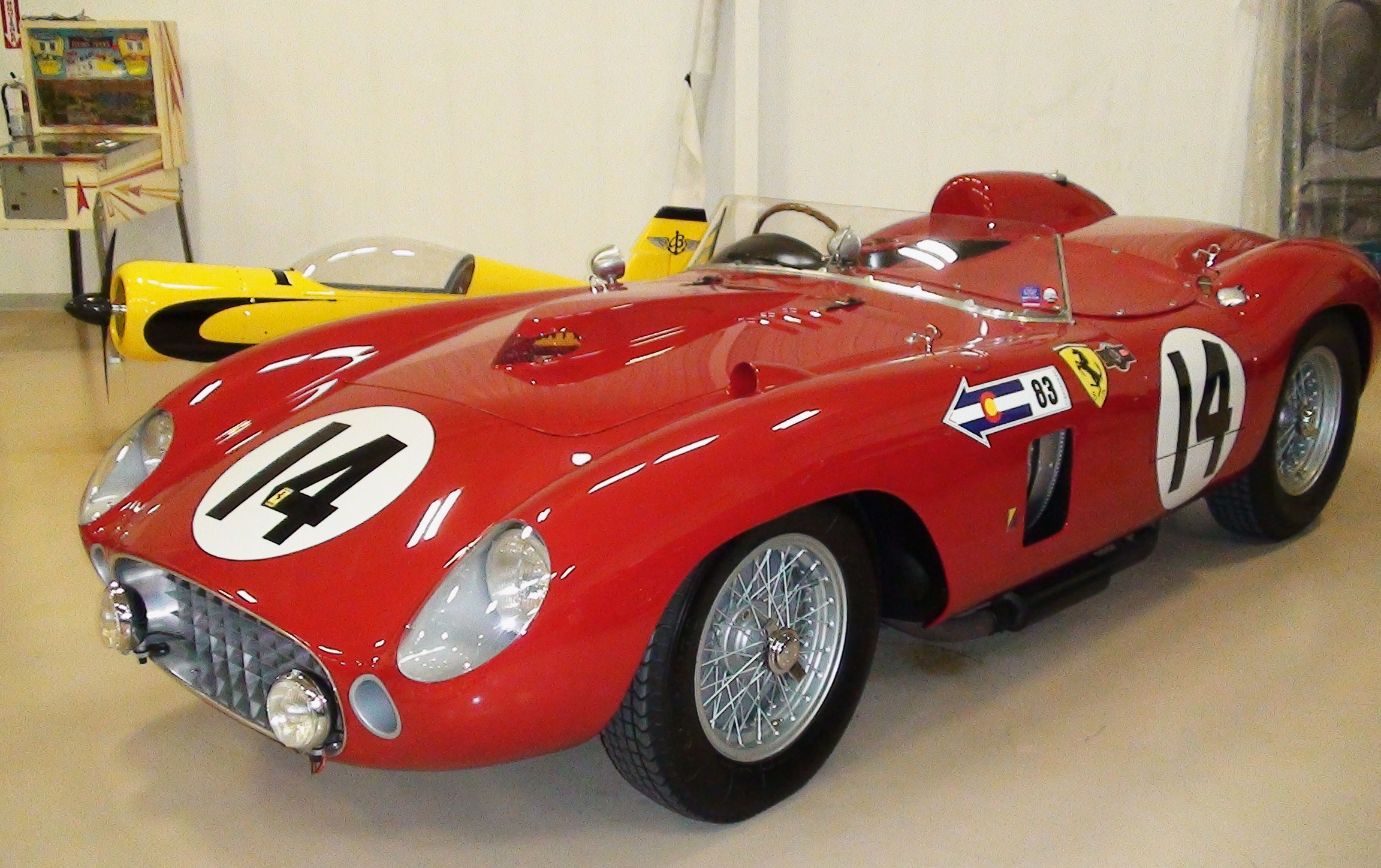
Ferrari 290MM

Der Ferrari 290MM war ein Rennsportwagen, den die Scuderia Ferrari 1956 und 1957 bei Sportwagenrennen einsetzte.

## Entwicklungsgeschichte
Mitte der 1950er-Jahre erwuchs der Scuderia durch die großvolumigen Sportwagen von Maserati in der Weltmeisterschaft erhebliche Konkurrenz. In diesem Umfeld entstand der 290MM. 1955 hatte die Scuderia die Motorsportabteilung von Lancia übernommen, sodass Vittorio Jano zu Ferrari zurückkehrte.
Äußerlich glich der 290MM, dessen Karosserie Scaglietti gebaut hatte, dem Ferrari 860 Monza. Unterscheiden konnte man die beiden Typen nur durch die Lufteinlässe auf der Fronthaube und die beiden auffälligen Auspuffrohre des 290MM. Technisch unterschieden sich die beiden Fahrzeuge jedoch erheblich, auch wenn die Vorderradaufhängung und die De-Dion-Hinterachse vom 860 Monza übernommen wurden. Wesentlicher Unterschied war der Motor. Der 860 Monza hatte den 3,5-Liter-4-Zylinder-Reihenmotor aus dem 857S, im 290MM kam hingegen ein V12-Motor zum Einsatz.
Vittorio Jano hatte einen neuen 3,5-Liter-Motor entwickelt, der bei 7300/min 320 PS (235 kW) leistete. Jano hatte beim Bau die beiden Konzepte von Aurelio Lampredi und Gioacchino Colombo – langer bzw. kurzer Block – zu einem Motor vereint.
1956 wurden vier Stück des 290MM gebaut. Mit dem neuen Rennwagen sicherte sich die Scuderia erneut die Sportwagen-Weltmeisterschaft. Seine Bezeichnung „MM“ erhielt der 290 durch den Sieg von Eugenio Castellotti bei der Mille Miglia 1956. Auch 1957 kamen die 290MM zum Einsatz, dazu kam der 290S – ein Einzelstück – und die beiden Viernockenwellen-„Wunderwagen“ (auch der 290S hatte einen Viernockenwellen-Motor) 315S und 335S.

## Renneinsätze
Seinen ersten Renneinsatz hatte der 290MM beim Giro di Sicilia 1956, wo Eugenio Castellotti und Luigi Musso die Fahrgestelle 0616MM und 0606MM fuhren. Castellotti, der mit Beifahrer Giuseppe Rota ins Rennen ging, fiel durch einen Schaden an der Kraftübertragung aus und Luigi Musso scheiterte an einer defekten Elektrik. Den ersten Sieg eines 290MM trug Castellotti schon im zweiten Einsatz überhaupt, der Mille Miglia, davon. Beim 1000-km-Rennen am Nürburgring reichte es nur für den dritten Rang in der Gesamtwertung. Der Sieg ging an den Werks-Maserati 300S von Piero Taruffi und Harry Schell. Auch der Werks-Ferrari 860 Monza, gefahren von Juan Manuel Fangio und Eugenio Castellotti, war nach mehr als sieben Stunden Fahrzeit schneller als der 290MM von Phil Hill und Olivier Gendebien.
Zum Abschluss der Sportwagen-Weltmeisterschaft 1956 feierte die Scuderia mit dem Fahrzeug den Sieg beim 1000-km-Rennen von Kristianstad. Die beiden 290MM führten einen Ferrari-Fünffachsieg an. Hinter den beiden 290MM von Hill/Trintignant und Collins/von Trips folgte ein Werks-860 Monza sowie ein von Tore Bjurström gemeldeter Ferrari 750 Monza und ein weiterer Bjurstörm-Wagen; ein Ferrari 375MM, gesteuert von Allan Borgefors und Carl-Gunnar Hammarlund.
Ende des Jahres 1956 wurden bis auf eines alle Fahrgestelle an Privatteams abgegeben. Die Scuderia Temple Buell siegte 1957 mit dem Fahrgestell 0626 und den Fahrern Castellotti, Musso und Masten Gregory beim 1000-km-Rennen von Buenos Aires. Die letzten Siege mit diesem Fahrzeugtyp feierte Stirling Moss im Dezember 1957 mit dem Temple-Buell-Fahrgestell bei der Bahamas-Speed-Week.
Letztmals in einem Rennen gefahren wurde ein 290MM 1964 bei einem United-States-Road-Racing-Meisterschaftslauf in Mid-Ohio. Der US-amerikanische Rennfahrer James Flynn hatte einige Jahre davor das Fahrgestell 0626 erworben und wurde im Rennen 18. in der Gesamtwertung.

## Technische Daten
| Kenngrößen                 | Ferrari 290MM                                                                               |
| Motor:                     | Viertakt-12-Zylinder-Ottomotor, vorn eingebaut                                              |
| Kühlung:                   | Wasser                                                                                      |
| Hubraum:                   | 3491 cm³                                                                                    |
| Bohrung × Hub:             | 73 × 69,5 mm                                                                                |
| Verdichtung:               | 9 : 1                                                                                       |
| Ventilsteuerung:           | 1 obenliegende Nockenwelle pro Zylinderreihe, 2 Ventile pro Zylinder                        |
| Vergaser:                  | 3 Weber-Doppelvergaser 40DCF oder 3-Weber-Vierfachvergaser 36IR4/c1                         |
| Leistung:                  | 235 kW (320 PS) bei 7200/min                                                                |
| Maximales Drehmoment:      |                                                                                             |
| Kraftübertragung:          | 4-Gang-Getriebe (nicht synchronisiert) plus Rückwärtsgang                                   |
| Rahmen und Karosserie:     | Ovalrohrrahmen aus Stahl, mit Rohrgitter in der Mitte                                       |
| Lenkung:                   |                                                                                             |
| Radaufhängung vorn:        | einzeln an Doppelquerlenkern, Schraubenfedern, hydraulische Houdaille-Stoßdämpfer           |
| Radaufhängung hinten:      | De-Dion-Achse an doppelten Längslenkern, Querblattfeder, hydraulische Houdaille-Stoßdämpfer |
| Bremsen:                   | hydraulisch betätigte Aluminium-Trommelbremsen                                              |
| Spurweite vorn/hinten:     | 1316/1286 mm                                                                                |
| Radstand:                  | 2350 mm                                                                                     |
| Reifengröße vorn/hinten:   | 6 × 16/7 × 16                                                                               |
| Länge × Breite × Höhe:     |                                                                                             |
| Leergewicht (ohne Fahrer): | 800 kg                                                                                      |
| Höchstgeschwindigkeit:     | bis zu 280 km/h                                                                             |